# Kersaint-Plabennec
Kersaint-Plabennec é uma comuna francesa na região administrativa da Bretanha, no departamento Finisterra. Estende-se por uma área de 11,92 km². Em 2010 a comuna tinha 1 500 habitantes (densidade: 125,8 hab./km²).